# مأمون أبو شهلا
مأمون عبد الهادي حسن أبو شهلا (15 يونيو 1942 – )، أستاذ في المحاسبة، شغل منصب وزير العمل في الحكومة الفلسطينية السابعة عشرة.

## نشأته وتحصيله العلمي
وُلد أبو شهلا عام 1942 في مدينة عكا لأب من مدينة غزة ولأم من مدينة عكا. تلقى تعليمه المدرسي في غزة، ثم تلقى تعليمه الجامعّي في جامعة القاهرة لِيحصل منها على درجة البكالوريس في المحاسبة عام 1964، لاحقاً حصل على درجة «محاسب قانوني مؤهل» من جامعة سيتي لندن في بريطانيا عام 1996.
عُين وزيرًا للعمل في حكومة رامي الحمد الله الثالثة وشغل المنصب بين عامي 2014 و2019.
في 13 يونيو 2025، عُين عضوًا في لجنة الانتخابات المركزية.